# Sarcey (Rhône)
Sarcey ist eine französische Gemeinde mit 979 Einwohnern (Stand 1. Januar 2022) im Département Rhône in der Region Auvergne-Rhône-Alpes. Sie gehört zum Arrondissement Villefranche-sur-Saône und zum Kanton Tarare.

## Nachbargemeinden
Nachbargemeinden von Sarcey sind
- Saint-Vérand im Norden,
- Légny im Nordosten,
- Le Breuil im Osten,
- Bully im Südosten,
- Saint-Romain-de-Popey im Südwesten,
- Vindry-sur-Turdine mit Les Olmes im Westen und Saint-Loup im Nordwesten.

## Bevölkerungsentwicklung
| Jahr                       | 1962 | 1968 | 1975 | 1982 | 1990 | 1999 | 2013 |
| Einwohner                  | 417  | 405  | 450  | 568  | 690  | 784  | 958  |
| Quellen: Cassini und INSEE |      |      |      |      |      |      |      |

## Persönlichkeiten
- Michèle Girardon (1938–1975), Schauspielerin, wurde in Sarcey bestattet